# 運転免許に関する欠格条項問題
運転免許に関する欠格条項問題 （うんてんめんきょにかんするけっかくじょうこうもんだい）とは、日本の運転免許の取得や更新を行う資格がないとされる条項（欠格条項）に関する問題。特に日本では欧米諸国などに比べて視力や聴力の基準が厳しく、特定の疾患に対しては絶対的欠格条項が設けられていた（2002年6月の道路交通法改正により相対的欠格条項に変更）。

## 日本での問題点と法改正
従来、運転免許証の取得に必要な視力および聴力の基準が、諸外国に比べて厳しいとの意見があった。また、精神病患者や知的障害者など、特定の疾患を持つ者は一律に欠格扱いとなり、終生にわたって取得どころか、教習を受けることすら不可能とされていたが、2002年6月、この状況に変化が発生した。2002年6月より施行された道路交通法の改正では、飲酒運転の厳罰化を柱としているが、それ以外に欠格条項の改正が挙げられる。
2002年6月の法改正までは「特定の基準を満たすものを対象に、免許取得の拒否や免許更新の取り消しを一律に行う方式」（「絶対的欠格事由」に基づく方式）をとっていたが、2002年6月の法改正より「特定の基準を満たすものを対象に、免許取得の拒否や免許更新の取り消しを行うことができるとする方式」（「相対的欠格事由」に基づく方式）をとっている。
一見して「欠格事由の緩和」とも取れるが、欠格事由の対象となった病気や障害の患者団体を中心に、この改正に異を唱える団体が複数ある。逆に、交通事故遺族団体を中心に「免許申請時の診断書の提出」や「定期的な健康診断の義務付け」といった規制強化を主張する団体も存在する。実際、2002年6月の法改正には左記の規制強化が盛り込まれることとなった。

### 欠格条項の適用条件の厳格化
従来より欠格条項自体はあったが、足が不自由であるなど一見して判断がつくケースを除いて厳格に運用されているわけではなかった。欠格条項の適用条件の厳格化により、既に運転免許証を持っている者が多数、この条件に該当することになるとの指摘があった。
2002年6月の法改正により、運転免許証の取得や更新には、「相対的欠格事由」に該当するかどうかを判断するための申告書の記入が義務付けられることとなった。申告書への記入内容によっては、運転適性相談を受けることが義務付けられ、適正であると診断された場合にのみ免許の取得や更新が可能となる。また、運転免許証取得後も、病状に変化がある場合には、運転適性相談を再度受けることが義務付けられている。

### 虚偽申告の罰則化
運転に支障の出る病気を故意に隠し免許を取得する者に対して、罰則を設けた改正道路交通法が、2013年（平成25年）6月7日、国会で成立した。てんかんや統合失調症など、病気の虚偽申告をした場合、1年以下の懲役または30万円以下の罰金に処せられる。公布から1年以内の2014年（平成26年）に施行され、自動車の運転により人を死傷させる行為等の処罰に関する法律が施行された。

### プライバシー侵害
2002年6月の道交法改正に伴い、申告書への記入内容にて、運転適性相談が必要となった場合、医師の診断書の提出が義務付けられている。病歴は機微な個人情報であり、プライバシー情報を警察が収集することを懸念する指摘がある。

### 病気への偏見
2002年6月の法改正の素案段階では、欠格条項に病名が複数盛り込まれていた。素案に含まれていた病名は以下の通り（カッコ内は問題とされる理由）。これは特定の病気に対する偏見を引き起こし、雇用差別などを生み出すとの指摘がある。
- 統合失調症、双極性障害、躁病、重度だと判断されるうつ病、持続性の妄想障害
- てんかん（意識障害）
- ナルコレプシー（睡眠発作）
- 脳虚血（意識障害）
- 糖尿病（治療薬、特にインスリン注射の副作用である低血糖によって引き起こされる意識障害）
- 睡眠時無呼吸症候群（睡眠発作）

患者団体の働きかけを受け、法律からは病名が取り除かれている。

### 治療の妨げ
人口密度の低く公共交通機関がない過疎地では、自動車無しには医療機関や介護施設や社会復帰施設に通えない場所が多い。このような地域で、これまで車両を使用していた人が新たに欠格となると、治療を妨げることになり、病状の悪化にも繋がる可能性があるとの指摘がある。また、運転免許証がなくなることを恐れて、不調の際にも受診しない人が増えることで、未治療の病気による事故が増えるのではないかとの指摘がある。

### 視力の基準
2002年6月の法改正とは無関係であるが、運転免許の取得に必要な視力の基準が他国に比べて厳しいという指摘がある。「日本の自家用免許に課せられている視力基準は、他国の事業用免許の視力基準に近い」などの意見を挙げている。

### 聴力の基準
2002年6月の法改正とは無関係だが、運転免許の取得に必要な聴力の基準が他国に比べて厳しいという指摘がある。「自家用免許の交付に聴力の有無を問わない（耳が聞こえなくても問題ない）国は多数あり、聴力を必要とする国は日本以外にはイタリアとスペインのみである」などの意見を挙げている。
2006年12月、警察庁よりこの聴力の基準を緩和する試案が発表されていた。しかし、緩和には賛成だが、条件付き（ワイドミラーなどを装着することを条件としている、聴覚障害者標識の表示義務がある、普通乗用自動車のみの運転に限定される）である点や、従来より補聴器付きで免許取得可能であった者に対する規制緩和が行われていない点を指摘する声があった。結局、指摘されていた問題は据え置きで、2008年6月1日施行の道交法改正に反映されることとなった。